# Lubinicko
Lubinicko – wieś w Polsce położona w województwie lubuskim, w powiecie świebodzińskim, w gminie Świebodzin.
W latach 1954–1972 wieś należała i była siedzibą władz gromady Lubinicko. W latach 1975–1998 miejscowość administracyjnie należała do województwa zielonogórskiego.

## Historia
Lubinicko pojawia się w materiałach źródłowych już w 1241 roku - jako Lubinytzko oraz w 1247 roku jako Lubinizco. Miejscowość pod zlatynizowaną nazwą Lubenitsco zanotowana jest także w łacińskojęzycznym dokumencie Przemysła I z 1256 roku wydanym w Poznaniu. Pierwsze wzmianki dotyczą darowania wsi dla cystersów z Paradyża, nadania zostały potwierdzone przez papieża Innocentego IV. Dość szybko bowiem w 1302 roku opat z Paradyża postanowił wydzierżawić wieś dla rycerza Bogusza von Wezenborga  w zamian za ochronę dóbr klasztornych i gwarancję pochówku w Paradyżu. Umowę tę potwierdził w 1304 roku książę Henryk III głogowski. Po śmierci Wezenborga wieś wróciła do cystersów. Następne informacje mówią o obowiązkach feudalnych na rzecz Świebodzina, które ciążyły na mieszkańcach Lubinicka. Cystersi najprawdopodobniej utracili wpływy w Lubinicku gdy opat Mateusz II zastawił wieś w 1558 roku, by opłacić cesarski podatek na wojnę z Turkami. Od początku XVII wieku Lubinicko wielokrotnie zmienia właścicieli. W okresie narodzin protestantyzmu Lubinicko było jednym z najaktywniejszych ośrodków nowej religii w okolicy, często stanowiło azyl dla prześladowanych z powodów religijnych mieszkańców Świebodzina. Po 1945 roku w Lubinicku na ziemiach byłego majątku dworskiego założono PGR, w którym zatrudnienie znalazła duża część mieszkańców wsi.

## Zabytki
Do wojewódzkiego rejestru zabytków wpisane są:
- zbór ewangelicki, obecnie kościół rzymskokatolicki filialny pod wezwaniem Chrystusa Króla, neogotycki z drugiej połowy XIX wieku, w 1909 roku
- zespół pałacowy, z XVIII wieku/XIX wieku, w końcu XIX wieku:
  - pałac w Lubinicku – dwór klasycystyczny z początku XIX wieku, zespolony z neorenesansowym pałacem dobudowanym w 1886 roku[7]
  - park.